# Molnár Tibor Attila
Molnár Tibor Attila (Szeged, 1990. szeptember 30. –) magyar alkotó, a Tha Shudras nevű szegedi együttes énekese mint Trap kapitány. Freddie Shuman álnéven szövegíró, zeneszerző, hangmérnök és zenei producer, FMaN néven pedig beatboxos előadóként tevékenykedik.
Táncos-színészként indult, rapperként folytatta, reklámgrafikusként és rendezvényszervezőként dolgozott, végül zenei szakember lett. Fizikus-kémikus szülők gyermeke, több óvodából elküldték, kommunikáció fakultáción végzett a szegedi Gábor Dénes Gimnáziumban, majd elvégzett egy kép- és kiadványszerkesztői szakképzést, de családja óhajával ellentétben nem ment egyetemre. Budapestre költözött, először 2010-ben egy rövidebb időre, majd 2014-ben véglegesen.

## Élete
1997-2004 között a Szeged Táncegyüttes tagja volt, a társulattal ez idő alatt Bulgáriában, Portugáliában és Hollandiában is fellépett. 1999-ben Gregor József egyik fiát alakította a Szerelmi bájitalban, a Szegedi Nemzeti Színházban, gyerekszínészként.
2004-ben kapta első rap felkérését egy hiphop bulira, ahol az akkor használt "FLaMe MaN" művésznevét lerövidítették FMaN-re, hogy ráférjen a plakátra. 2008-ban megjelent első két underground LP-je, az FMaN - Balkamrából és a Szegeden Szabadon, amiket aztán különböző formációkban (FMaN + Mikrofontos, Jószomszéd, IFS, Dharmatic) sorra követtek további nem hivatalos zenei albumok (FMaN - Újraélesztés) és válogatáslemezek. 2009-től magán jazz énekórákat vesz, zenekarokban is játszik és minimal techno bulikon beatboxol, szerte Európában. 2010-2014-ig szabadúszó grafikusként és rendezvényszervezőként dolgozott, továbbá a HLP társulat tagja lett és megalapította saját maszkos performansz zenekarát.
2014-ben  a Tha Shudras nevű együttesével részt vett az X-Faktor negyedik szériájában, ahol a negyedik helyezést szerezték meg, s egyben ők lettek a verseny legjobb eredményt elért csapata. Ezáltal elnyerték a „2014 legjobb zenekara” címet. 2015-ben megjelent Revived című debütáló albumuk, majd 2016-ban a második, Tüzet hozzál, békét szíts néven, melyekről elkészült a Who U R és az Adj egy csókot videóklipje a hivatalos kiadásokkal megegyező években. Ebben az évben hívták utoljára celebműsorba (RTL - KICSI ÓRIÁSOK), később túlnyomórészt csak szakmai interjúkat adott, saját vagy külső elhatározás miatt. Ebben az időben már sokat koncertezett a Tha Shudras mellett Tóth Gabi vagy Oláh Gergő oldalán is, akiknek később zeneszerzőként és zenei producerként is dolgozott. Fix tagja lett a Tóth Vera Quartettnek és a Roma Soulnak, majd 2019-ben egy éven át a USNK-nek is. 2017-2018 táján több zenét írt más előadóknak is, így a Dal 2017 egyik adásában például három szerzeménye is elhangzott (Hosszú idők, Nyitva a ház, Az éj után) és többek között Péter Szabó Szilvia (NOX) Ébredő nagylemezének a felére is ő írta a szöveget.
2020-ra újra aktívabbakká váltak a Tha Shudras-zal, 2019 októberétől havonta jelentkeztek új videó klipekkel és turnéznak, továbbá évek után újra írt egy szólódalt, FMaN - Maradj otthon, amit azonnal kiemelt rotációba tettek a Petőfi Rádióban.
2021-ben el kezdte írni saját történetét, aminek címe Trap kapitány és a saját farkba harapó KírNő, ami a Trap kapitány és a THA SHUDRAS zenekar megalakulásárol és Trap kapitány saját életéről szól. Különleges varázsvilágba kalauzol a Tha Shudras négy videóklipje, amely a már említett megírt novellából lett megfilmesítve. 2022-ben debütált Süss fel nap című dalukhoz forgatott klip - ami a novella harmadik epizódja - azt mutatja be, hogyan ismerkedett meg Trap kapitány a shudráival. A történet első része - a Szeptember végén című nóta - 2023-ban jelent meg. A dal a Közép- és Kelet-Európai Történelem és Társadalom Kutatásáért Alapítvány felkérésére a „Petőfi 200 – Közös jó a szabadság” programsorozat keretében készült. Támogató: Nemzeti Kulturális Alap – Petőfi 200 Ideiglenes Kollégium.

## Művésznevei
- FMaN
- Trap kapitány
- Freddie Shuman

## Produkciói és feladatkörei

### Zenei formációk
- Tha Shudras (Molnár Tibor Attila MUNKAKÖRE [frontman, music, lirycs, vocal, producing, recording, mix-master, owner])
- Tóth Gabi / Totova / TG PROJECT(Molnár Tibor Attila MUNKAKÖRE [zeneszerző, szövegíró, hangszerelő, zenekarvezető])
- Tóth Vera(Molnár Tibor Attila MUNKAKÖRE [beatbox])
- Roma Soul(Molnár Tibor Attila MUNKAKÖRE [beatboxos, rapper, szövegíró, zenei producer])
- FollowTheViolin & FMaN(Molnár Tibor Attila MUNKAKÖRE [music, lirycs, vocal, producing, recording, mix-master])
- FMaN(Molnár Tibor Attila MUNKAKÖRE [music, lirycs, vocal, producing, recording, mix-master, acapella, beatbox])
- Szegeden Szabadon(Molnár Tibor Attila MUNKAKÖRE [rapper és szövegíró])
- Dharmatic (2009)(Molnár Tibor Attila MUNKAKÖRE [énekes, beatboxos és szövegíró])
- IFS (2009)(Molnár Tibor Attila MUNKAKÖRE [rap, ének, szöveg])
- Jószomszéd (2008)(Molnár Tibor Attila MUNKAKÖRE [rapper, énekes, szövegíró és zeneszerző])
- FMaN & aateks (2010)Molnár Tibor Attila MUNKAKÖRE [rap, vokál, szöveg, zene])
- Péter Szabó Szilvia (2018)(Molnár Tibor Attila MUNKAKÖRE [szövegíró])
- Oláh Gergő trió(Molnár Tibor Attila MUNKAKÖRE [beatbox])
- FMaN + Mikrofontos(Molnár Tibor Attila MUNKAKÖRE [szöveg, rap, ének])
- USNK(Molnár Tibor Attila MUNKAKÖRE [DJ, vokalista])
- Péter Szabó Szilvia X Freddie Shuman feat. Varga Livius - Boldog szívem (2021)(Molnár Tibor Attila MUNKAKÖRE [zeneszerző, szövegíró])
- NOX - Főnix c. album (2022)(Molnár Tibor Attila MUNKAKÖRE [szövegíró])

### TV
- Sztárban Sztár (2023)[1](Molnár Tibor Attila FELADATKÖRE [szereplő]) TV2
- Csináljuk a fesztivált (2022) - Haccáré-haccacáré; Oda vagyok magáért
- X-Faktor (Molnár Tibor Attila FELADATKÖRE [extra produkció]) RTL
- Kicsi Óriások (Molnár Tibor Attila FELADATKÖRE [mentor]) RTL
- Partyzánok (Molnár Tibor Attila FELADATKÖRE [szereplő]) RTL
- Szenzációs Négyes (Molnár Tibor Attila FELADATKÖRE [zenész]) RTL
- Csak Show és Más Semmi (Molnár Tibor Attila FELADATKÖRE [sztárvendég]) TV2
- Music Channel top 10 (Molnár Tibor Attila FELADATKÖRE [műsorvezető]) MUSIC CHANNEL

### Színház
- Szegedi Nemzeti Színház (Molnár Tibor Attila MUNKAKÖRE [gyerekszínész-táncos])
- Homo Ludens Project (Molnár Tibor Attila MUNKAKÖRE [színész-énekes-zeneszerző])
- Szeged Táncegyüttes (táncos)